# Stschapovella tatjanae
Stschapovella tatjanae är en ringmaskart som beskrevs av Levenstein 1957. Stschapovella tatjanae ingår i släktet Stschapovella och familjen Terebellidae. Inga underarter finns listade i Catalogue of Life.